# Azores Challenger 1988
L'Azores Challenger 1988 è stato un torneo di tennis facente parte della categoria ATP Challenger Series nell'ambito dell'ATP Challenger Series 1988. Il torneo si è giocato a Azores in Portogallo dal 29 agosto al 4 settembre 1988 su campi in cemento.

## Vincitori

### Singolare
Nick Fulwood ha battuto in finale  João Cunha e Silva con il punteggio di 6–3, 7–6

### Doppio
Nduka Odizor /  Éric Winogradsky hanno battuto in finale  Charles Merzbacher /  Otis Smith con il punteggio di 6–4, 6–4